# Nicolae Sersea
Nicolae Sersea (n. 12 septembrie 1937) este un fost senator român în legislatura 1996-2000 ales în județul Bacău pe listele partidului PDSR. Nicolae Sersea a fost deputat în legislatura 2000-2004. În legislatura 1996-2000, Nicolae Sersea a fost membru în grupurile parlamentare de prietenie cu Statul Israel și Marele Ducat de Luxemburg iar în legislatura 2000-2004 a fost membru în grupurile parlamentare de prietenie cu Albania și Republica Portugheză. În legislatura 1996-2000, Nicolae Sersea a inițiat trei propuneri legislative, din care două au fost promulgate legi. În legislatura 2000-2004, Nicolae Sersea a inițiat șapte propuneri legislative, din care două au fost promulgate legi. 